# Velafrons
Velafrons là một chi khủng long, được Gates Sampson Delgado de Jesús Zanno Eberth Hernández-Rivera Aguillón Martínez & Kirkland mô tả khoa học năm 2007.